# Archiv für die Botanik
Archiv für die Botanik (abreviado Arch. Bot. (Leipzig)) es un libro con ilustraciones y descripciones botánicas que fue escrito por el médico, entomólogo y botánico suizo Johann Jakob Roemer y publicado en 3 volúmenes en Leipzig en los años 1796-1805.